# Coluteocarpeae
Coluteocarpeae es una tribu de plantas pertenecientes a la familia Brassicaceae. El género tipo es Coluteocarpus Boiss.

## Géneros
- Atropatenia F. K. Mey. = Noccaea Moench
- Brossardia Boiss.
- Callothlaspi F. K. Mey.
- Coluteocarpus Boiss.
- Eunomia DC.
- Iberidella Boiss. = Noccaea Moench
- Kotschyella F. K. Mey.
- Masmenia F. K. Mey. = Noccaea Moench
- Microthlaspi F. K. Mey. ~ Noccaea Moench
- Neurotropis (DC.) F. K. Mey. ~ Noccaea Moench
- Noccaea Moench
- Pseudosempervivum (Boiss.) Grossh.
- Raparia F. K. Mey. = Noccaea Moench
- Syrenopsis Jaub. & Spach = Noccaea Moench
- Thlaspiceras F. K. Mey. = Noccaea Moench
- Vania F. K. Mey. = Noccaea Moench